# Бродовский, Юзеф
Ю́зеф Бродо́вский (встречается, как Юзеф Бродовский-младший) (пол. Józef Brodowski ; 17 января 1828, Варшава — 4 сентября 1900, там же) — польский художник.

## Биография
Представитель шляхетского рода герба Лада. Родился в семье с богатыми художественными традициями. Сын художника, педагога, крупнейшего представителя классицизма в польской живописи Антония Бродовского. Младший брат художника Тадеуша Бродовского.
Первые уроки живописи получил у отца. Позже в 1844—1851 обучался в Школе изящных искусств в Варшаве под руководством Рафала Хадзевича. Большое влияние на творчество художника оказал профессор рисунка и живописи, пейзажист Ян Пиварский.
В 1853 в качестве стипендиата вместе с Войцехом Герсоном, отправился в Санкт-Петербург для продолжения учебы в Императорской Академии художеств. До 1856 его педагогом был академик, заслуженный профессор батальной живописи, член Совета Императорской Академии художеств Б. П. Виллевальде.
После окончания петербургской академии Ю. Бродовский уехал во Францию, где в Париже, совершенствовал мастерство под руководством «короля баталистов» Ораса Верне.
В 1858 совершил поездку в Италию, через год вернулся на родину.
Умер в 1900 году и похоронен на варшавском кладбище Старые Повонзки.

## Творчество
Ю. Бродовский известен, благодаря своим картинам батального и исторического жанров. Писал также жанровые полотна и пейзажи. Активно сотрудничал в качестве иллюстратора с еженедельником «Tygodnik Ilustrowany», в котором также было напечатано много репродукций его картин (1860—1898).
Среди любимых тем его произведений были кони.

## Избранные картины
- Ян II Казимир во время битвы под Берестечком (совместно с Ю. Коссаком, 1854)
- Переправа через трясину (цикл «Старые дороги», 1874)
- На поле битвы
- Стадо (1885)
- Битва с крестоносцами (1887)
- Переправа Наполеона через Эльбу (1895)
- Гусары на отдыхе
- Благородные кони у крыльца
- Пожарная бригада Краковского предместья едет на пожар (1871).